# Grant Marshall
Grantley Marshall, detto Grant, noto anche con lo pseudonimo di Daddy G (Bristol, 18 dicembre 1959), è un musicista britannico, membro fondatore del "collettivo musicale" dal quale nasce il genere trip hop: i Massive Attack.

## Biografia
Negli anni ottanta Daddy G ha partecipato alla scena musicale di Bristol come membro del sound system The Wild Bunch, che includeva altri due membri dei Massive Attack, Robert "3D" del Naja e Andrew "Mushroom" Vowles. 
Dopo lo scioglimento del The Wild Bunch nel 1987, Del Naja, Vowles, e Marshall, diedero vita ai Massive Attack, considerato il primo vero e proprio gruppo del genere trip hop, nonostante loro abbiano sempre rifiutato ogni genere di classificazione.
Nonostante i brani siano firmati da tutti i membri dei Massive Attack, Marshall è il principale compositore di numerosi brani del gruppo: tra i tanti in particolare ricordiamo Angel (con Del Naja), Paradise Circus, Saturday Comes Slow, Black Milk, Man Next Door ( remake brano originale di John Holt and The Paragons ), Better Things, Three. Il brano Splitting the Atom nacque da una sua idea, elaborata e completata poi con 3D e Damon Albarn. Altri sono stati realizzati a 4 mani con 3D, soprattutto quelli in cui i due cantano in coppia (Risingson, Mezzanine). Le forti collaborazioni tra i due furono anche il primo segnale del progressivo allontanamento musicale tra i due ed Andrew Vowles, che infatti abbandonerà la band.
Oltre alle opere con i Massive Attack, Daddy G ha anche remixato un CD per la serie DJ-Kicks.

### Album con i Massive Attack
- 1991 - Blue Lines
- 1994 - Protection
- 1998 - Mezzanine
- 1998 - Singles 90/98
- 2004 - Danny the Dog
- 2006 - Collected
- 2010 - Heligoland

### Remix
- 2004 - DJ-Kicks: Daddy G